# Cazuza Ferreira
Cazuza Ferreira é um distrito pertencente ao município de São Francisco de Paula, no estado do Rio Grande do Sul. A sede deste distrito fica a 122 quilômetros da sede do município, via estradas locais, Rota do Sol e RS-020. O nome do distrito é atribuído à alcunha de José Ferreira de Castilhos, que doou as terras para a construção das casas em 1888. Antes desta denominação, o distrito era chamado Capela do Lajeado.
Cazuza Ferreira faz divisa com os distritos de Juá e Lajeado Grande, da mesma municipalidade, e com os municípios de Bom Jesus, Caxias do Sul, Monte Alegre dos Campos e Jaquirana.
Neste distrito entre as décadas de 70 a 80, ficou marcada pela grande exploração de madeira. Tal atividade praticamente dizimou as araucárias na região.
Este distrito é um dos únicos locais do Rio Grande do Sul onde ocorrem as cavalhadas, espetáculo com mais de 120 anos de existência nesta localidade. 
Cazuza Ferreira é a terra natal de Batista Bossle, autor do livro Dicionário Gaúcho Brasileiro.

## Localidades
De acordo com o mapa do Município de São Francisco de Paula do IBGE Cidades, integram o distrito de Cazuza Ferreira as seguintes localidades:
1. Cazuza Ferreira (sede)
2. Campestre do Tigre;
3. Capão Alto;
4. Capão do Cedro;
5. Colônia da Felicidade;
6. Espigão Preto;
7. Fazeda Velha;
8. Mato Queimado;
9. Pedra Lisa;
10. Silva Lima.

## Proposta de anexação a Caxias do Sul
Desde 2011 existe mobilização por parte da população deste distrito para anexá-lo, juntamento com o distrito de Juá, ao município de Caxias do Sul (com o qual faz divisa) através da Comissão Comunitária Pró-Anexação de Cazuza Ferreira e Juá ao município de Caxias do Sul. Em 2014, o Tribunal Regional Eleitoral impediu a realização de plebiscito sobre a proposta junto à população residente, sob a alegação de inexistência de legislação específica para tal.
A comissão aguarda o desenrolar do Projeto de Lei Complementar 137/2015, que ainda deve ser avaliado e votado pelo plenário da Câmara dos Deputados.
O município de Caxias do Sul é favorável à anexação, tendo aprovado em 2018, por meio da Câmara dos Vereadores, uma Moção de Apoio ao requerimento de urgência na aprecição do PLP 137/2015.
Caso a anexação dos dois distritos a Caxias do Sul se concretize, o município de São Francisco de Paula perderia 27% do seu território. Já Caxias do Sul apresentaria um crescimento territorial de 53%.